# Климентина Лисинецька
Лисинецька Климентина  (псевдонім — Гуцулка; 15 квітня 1851, Бабинці, Борщівський повіт, Тернопільський округ, Австро - Угорщина — 5 вересня 1938, Космач, Косівський повіт, Станіславівське воєводство, Польська Республіка) — громадська діячка, етнограф, публіцист.

## Біографія
Народилася у сім’ї священика Авдиковського. Деякий час мешкала у с. Васильківці біля Гусятина. Співпрацювала з Н. Кобринською, брала участь у заснуванні громадської організації «Жіноча громада», що була предтечею «Союзу українок». 
Починаючи з 1896 року в Космачі стала дружиною місцевого пароха Емануїла Лисинецького, де займалася громадською діяльністю: організовувала жіноцтво, створила курси для неграмотних і викладала на них, значну увагу приділяла читальні товариства «Просвіта», на базі якої утворила гурток «Союзу українок».
Проводила етнографічні дослідження, її розвідки про гуцульське мистецтво та фольклор частково увійшли до п'ятитомної  праці В. Шухевича «Гуцульщина», популяризувала гуцульські звичаї серед широкого загалу. Співорганізаторка мистецької виставки у м. Коломия  у 1912 році, на якій продемонструвала гуцульське весілля з Космача. 
Збирала та експонувала у країнах світу (Австрія, Франція, США) різні мистецькі вироби. Підтримувала зв’язки з культурними  діячами Д.- М. Горняткевичем, М. Морозом, О. Новаківським, Г. Смольським та ін. 
У 1930-х рр. під псевд. у газеті «Діло» опублікувала низку статей на виховні теми (рубрика «Голос попаді»).